# Alfredo Morelos
Alfredo José Morelos Avilez (Cereté, Córdoba, 21 de junio de 1996) es un futbolista colombiano, juega de delantero y actualmente se encuentra en el Atlético Nacional de la Categoría Primera A de Colombia.

## Trayectoria

### Independiente Medellín
En 2013, Morelos llegó a la capital antioqueña para ponerse a prueba con el Independiente Medellín. Su movilidad, fuerza y precisión en los disparos, convencieron al técnico Hernán Darío Gómez de incorporarlo en el plantel profesional. 
Su debut profesional con el club paisa fue contra el equipo de la Águilas Doradas el 13 de julio de 2014 cuando estaban prontos a cerrar su ciclo en el municipio de Itagüí y su primer gol como profesional lo marcó ante el Envigado F. C. en un partido por la Copa Colombia cuando oficiaba de local su equipo ante cerca de 35.000 aficionados en la victoria 2 a 0. Siete días después marca su primer doblete en la victoria como visitantes 3 a 1 sobre Jaguares de Córdoba. Le da la victoria al club paisa 3 a 2 sobre Fortaleza en Bogotá.

### HJK Helsinki
El 5 de febrero fue confirmada su cesión al HJK Helsinki de la Veikkausliiga de Finlandia. Marcaría su primer doblete el 18 de febrero en el empate a dos goles frente a Inter Turku. El 15 de junio haría su primer triplete en la victoria como visitante 1-4 sobre KuPS Kuopio por la Copa de Finlandia.
Para el 8 de diciembre de 2016 que el club hace efectiva la opción de compra por el jugador colombiano por cerca de un millón de Euros, siendo el traspaso más caro en la historia del club.
El 11 de mayo de 2017 le da la victoria a su club con un doblete en el 2-0 sobre Ilves Tampere por la Liga. Vuelve a marcar doblete el 31 de mayo en la goleada 6 por 0 sobre el SJK Seinäjoki.

El 4 de junio juega su último partido con el club terminando después de un año y medio donde anotó 46 goles en 62 partidos jugador siendo el goleador del equipo y llegando al quinto lugar de goleadores en el año 2016 en todo el mundo.

### Rangers

#### Temporada 2017-18

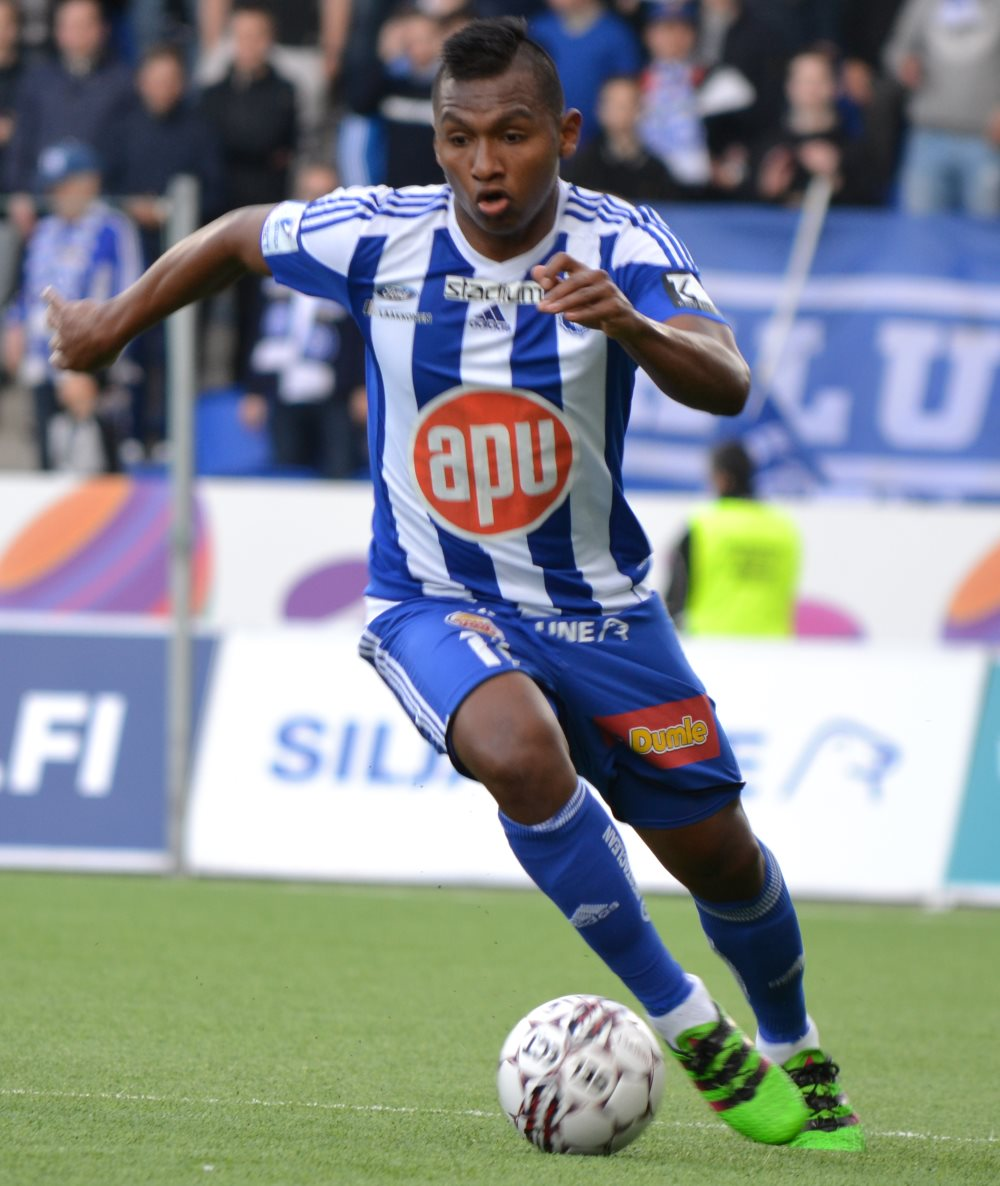
Morelos disputando un balón con Helsinki.

El 19 de junio se confirma el fichaje del Rangers de la Scottish Premiership de Escocia firmando por tres años de contrato. Debuta el 29 de junio en la victoria por la mínima sobre el Progrès Niedercorn por la primera fase de la Liga Europa de la UEFA jugando los últimos 13 minutos. Sus primeros dos goles con el club los marca el 9 de agosto en la goleada 6 por 0 sobre el Dunfermline Athletic por la Copa de Escocia. El 27 de agosto vuelve y marca doblete en la victoria 3 por 1 en casa de Ross County por Liga, en la siguiente fecha el 9 de septiembre de nuevo marca dos goles para el 4-1 sobre el Dundee F. C. El 13 de diciembre marca gol en el 2-1 sobre el Hibernian F. C.

El 24 de enero marca su primer gol del año en la victoria 2 a 0 sobre el Aberdeen F. C. Su primer doblete del 2018 lo hace el 11 de febrero para la goleada 6 por 1 contra el Ayr United por la Copa de Escocia. El 7 de abril marca su último gol de la temporada en la goleada 4 por 0 sobre el Dundee F. C.

#### Temporada 2018-19
Su primer el gol en la temporada 2018-19 lo hace el 26 de julio dándole la victoria por la mínima a su club como visitantes frente al NK Osijek por la Liga Europa de la UEFA. El 19 de agosto marca su primer hat-trick con el club en la victoria 3 por 1 en condición de visitantes contra el Kilmarnock F. C. por la Copa de la Liga de Escocia. El 4 de octubre por la segunda fecha Liga Europa de la UEFA marca doblete en la victoria 3 por 1 sobre Rapid Viena siendo la figura del partido. El 2 de diciembre marca el gol de la victoria 2-1 contra el Heart of Midlothian, vuelve y marca doblete el 23 de diciembre para la victoria 2-1 sobre el St. Johnstone.

Su primer gol del 2019 lo hace el 27 de enero en la goleada 3 por 0 sobre el Livingston F. C. Su primer doblete del año lo hace el 6 de febrero en la victoria 4 por 1 sobre el Aberdeen F. C., saliendo expulsado al final del partido.

#### Temporada 2019-20
El 9 de julio debuta con gol en la nueva temporada en la goleada 4 por 0 en su visita al St Joseph's, en el partido de vuelta los golearían 6 por 0 donde haría su primer hat-trick de la temporada y siendo la gran figura del partido. El 11 de agosto marca su primer doblete por Liga en el 6 a 1 sobre el Hibernian F. C., el 15 marca nuevamente doblete en el 3-1 sobre el F. C. Midtjylland. El 29 de agosto marca el gol de la victoria por la mínima al último minuto sobre Legia de Varsovia clasificando a la fase de grupos de la Liga Europa de la UEFA completando ocho goles en ocho partidos. El 20 de octubre marca el gol del empate aun gol contra el Heart of Midlothian, a los cuatro días marca nuevamente el gol para el empate final a un gol contra el F. C. Porto. El 30 de octubre vuelve a marca doblete en la goleada 4 por 0 en su visita al Ross County, por Liga marca doblete el 3 de noviembre en la goleada 3 por 0 sobre Heart of Midlothian. El 7 de noviembre abre el marcado para el 2-0 sobre el F. C. Porto como locales, el 28 del mismo mes marca doblete en el empate a dos goles en su visita a Países Bajos al Feyenoord Róterdam siendo la figura del partido y clasificando como primeros del grupo en la Liga Europa de la UEFA. El 12 de diciembre marca nuevamente en el empate como locales a un gol contra el BSC Young Boys y llegando a 14 goles en la Liga Europa de la UEFA. El 26 de diciembre ingresa desde el banco y marca el gol de la victoria por la mínima sobre el Kilmarnock F. C. Su primer gol del 2020 lo marca el 8 de febrero en la victoria 4 por 1 sobre Hamilton Academical como visitantes por Copa, siendo su único gol de la temporada en el 2020 tras la para por el COVID-19.
Al final quedó como goleador de la Liga Europa de la UEFA con 14 anotaciones quedando cerca del récord de su compatriota Radamel Falcao quien quedó con 17 anotaciones.

#### Temporada 2020-21
Debuta el 1 de agosto en la victoria por la mínima en su visita a Aberdeen F. C. dando la asistencia del gol, el 9 de agosto marca su primer doblete de la temporada en la goleada 3 por 0 sobre el St. Mirren F. C. siendo la figura del partido. En su debut el 17 de septiembre por la Liga Europa marca nuevamente doblete en la goleada 5 por 0 como visitantes ante Lincoln Red Imps luego de ingresar desde el banco. El 29 de octubre marca el gol de la victoria por la mínima sobre Lech Poznań luego de ingresar en el segundo tiempo por la Liga Europa. El 5 de noviembre marca en el empate a tres goles como visitantes ante el SL Benfica, convirtiéndose en el máximo goleador histórico en competiciones europeas con el Rangers F. C. con 22 goles.

### Atlético Nacional de Medellín
Para el segundo semestre llega un acuerdo de cesión el Santos de Brasil y Atlético Nacional para que el jugador vista la camiseta del verde la montaña por 6 meses hasta el 31 de diciembre de 2024, el jugador ha participado en goles importantes en liga Betplay y copa Colombia, accediendo a las 2 finales. Asimismo, en el inicio del 2025 se proclamó campeón de la SuperLiga.

## Selección nacional
Con la selección de Colombia participó en el suramericano sub-17 donde no destacó. Fue tenido en cuenta por el seleccionador nacional Carlos Restrepo Isaza en la categoría sub-20.

#### Participaciones en Torneos juveniles
| Campeonato                  | Sede                       | Resultado                  | PJ | GA | Asis |
| --------------------------- | -------------------------- | -------------------------- | -- | -- | ---- |
| Sudamericano Sub-17 de 2013 | Argentina                  | Primera Ronda              | 4  | 0  | N/A  |
| Juegos Bolivarianos 2013    | Perú                       | Campeón                    | 0  | 0  | 0    |
| Sudamericano Sub-20 de 2015 | Uruguay                    | Subcampeón                 | 6  | 0  | 1    |
| Total en Torneos Juveniles  | Total en Torneos Juveniles | Total en Torneos Juveniles | 10 | 0  | 1    |

### Selección absoluta
El 28 de agosto de 2018 recibió su primera convocatoria a la selección de Colombia para los amistosos ante Venezuela y Argentina por el DT encargado Arturo Reyes Montero. Debutó el 7 de septiembre en la victoria 2 por 1 sobre Venezuela ingresando en el segundo tiempo del partido por Radamel Falcao. El 15 de noviembre marca su primer gol con la tricolor dándole la victoria por la mínima sobre Perú a los últimos minutos del partido.

Debuta de manera oficial el 9 de octubre por las Eliminatorias a Catar 2022 ingresando en el segundo tiempo por Juan Guillermo Cuadrado en la victoria 3 por 0 sobre Venezuela.

#### Participaciones enEliminatorias al Mundial
| Eliminatoria                        | Sede del Mundial | Posición      | Resultado | PJ | GA | Asis |
| ----------------------------------- | ---------------- | ------------- | --------- | -- | -- | ---- |
| Eliminatorias Mundial de Catar 2022 | Catar            | 6°lugar 23pts | Eliminado | 3  | 0  | 0    |

#### Participaciones enCopas América
| Torneo            | Sede   | Resultado    | PJ | GA | Asis |
| ----------------- | ------ | ------------ | -- | -- | ---- |
| Copa América 2021 | Brasil | Tercer lugar | 1  | 0  | 0    |

#### Goles internacionales
| # | Fecha                   | Lugar                                   | Rival | Gol | Resultado | Competición |
| - | ----------------------- | --------------------------------------- | ----- | --- | --------- | ----------- |
| 1 | 15 de noviembre de 2019 | Sun Life Stadium, Miami, Estados Unidos | Perú  | 1-0 | 1-0       | Amistoso    |

## Estadísticas

### Clubes
| Club                              | Div.          | Temporada     | Liga  | Liga  | Liga   | Copas nacionales | Copas nacionales | Copas nacionales | Copas internacionales | Copas internacionales | Copas internacionales | Total | Total | Total  | Media goleadora |
| Club                              | Div.          | Temporada     | Part. | Goles | Asist. | Part.            | Goles            | Asist.           | Part.                 | Goles                 | Asist.                | Part. | Goles | Asist. | Media goleadora |
| --------------------------------- | ------------- | ------------- | ----- | ----- | ------ | ---------------- | ---------------- | ---------------- | --------------------- | --------------------- | --------------------- | ----- | ----- | ------ | --------------- |
| Independiente Medellín · Colombia | 1.ª           | 2014          | 6     | 1     | 0      | 8                | 5                | 0                | —                     | —                     | —                     | 14    | 6     | 0      | 0.43            |
| Independiente Medellín · Colombia | 1.ª           | 2015          | 6     | 0     | 0      | 5                | 0                | 0                | —                     | —                     | —                     | 11    | 0     | 0      | 0               |
| Independiente Medellín · Colombia | Total club    | Total club    | 12    | 1     | 0      | 13               | 5                | 0                | —                     | —                     | —                     | 25    | 6     | 0      | 0.24            |
| HJK Helsinki · Finlandia          | 1.ª           | 2016          | 30    | 16    | 5      | 7                | 10               | 3                | 6                     | 4                     | 0                     | 43    | 30    | 8      | 0.7             |
| HJK Helsinki · Finlandia          | 1.ª           | 2017          | 12    | 11    | 5      | 7                | 5                | 0                | —                     | —                     | —                     | 19    | 16    | 5      | 0.84            |
| HJK Helsinki · Finlandia          | Total club    | Total club    | 42    | 27    | 10     | 14               | 15               | 3                | 6                     | 4                     | 0                     | 62    | 46    | 13     | 0.74            |
| Rangers F. C. Escocia             | 1.ª           | 2017-18       | 35    | 14    | 7      | 6                | 4                | 1                | 2                     | 0                     | 0                     | 43    | 18    | 8      | 0.42            |
| Rangers F. C. Escocia             | 1.ª           | 2018-19       | 30    | 18    | 8      | 5                | 8                | 0                | 13                    | 4                     | 3                     | 48    | 30    | 11     | 0.63            |
| Rangers F. C. Escocia             | 1.ª           | 2019-20       | 26    | 12    | 3      | 4                | 3                | 3                | 17                    | 14                    | 4                     | 47    | 29    | 10     | 0.62            |
| Rangers F. C. Escocia             | 1.ª           | 2020-21       | 29    | 12    | 9      | 2                | 0                | 0                | 13                    | 5                     | 8                     | 44    | 17    | 17     | 0.39            |
| Rangers F. C. Escocia             | 1.ª           | 2021-22       | 26    | 11    | 7      | 4                | 1                | 0                | 12                    | 6                     | 1                     | 42    | 18    | 8      | 0.43            |
| Rangers F. C. Escocia             | 1.ª           | 2022-23       | 29    | 11    | 6      | 6                | 1                | 1                | 6                     | 0                     | 0                     | 41    | 12    | 7      | 0.29            |
| Rangers F. C. Escocia             | Total club    | Total club    | 175   | 78    | 40     | 26               | 17               | 5                | 63                    | 29                    | 16                    | 265   | 124   | 60     | 0.47            |
| Santos · Brasil                   | 1.ª           | 2023          | 3     | 0     | 0      | —                | —                | —                | —                     | —                     | —                     | 3     | 0     | 0      | 0               |
| Santos · Brasil                   | 2.ª           | 2024          | 6     | 2     | 0      | 11               | 2                | 1                | —                     | —                     | —                     | 17    | 4     | 1      | 0.24            |
| Santos · Brasil                   | Total club    | Total club    | 9     | 2     | 0      | 11               | 2                | 1                | 0                     | 0                     | 0                     | 20    | 4     | 1      | 0.2             |
| Atlético Nacional · Colombia      | 1.ª           | 2024          | 22    | 7     | 2      | 6                | 4                | 0                | —                     | —                     | —                     | 28    | 11    | 2      | 0.39            |
| Atlético Nacional · Colombia      | 1.ª           | 2025          | 9     | 4     | 2      | 1                | 0                | 0                | 1                     | 1                     | 0                     | 11    | 5     | 2      | 0.45            |
| Atlético Nacional · Colombia      | Total club    | Total club    | 31    | 11    | 4      | 7                | 4                | 0                | 1                     | 1                     | 0                     | 39    | 16    | 4      | 0.41            |
| Total carrera                     | Total carrera | Total carrera | 269   | 119   | 54     | 71               | 43               | 9                | 70                    | 34                    | 16                    | 411   | 196   | 78     | 0.48            |

### Selección nacional
| Selección         | Año               | Amistosos | Amistosos | Copa América | Copa América | Copa Mundial | Copa Mundial | Eliminatorias Mundialistas | Eliminatorias Mundialistas | Total | Total |
| Selección         | Año               | Part.     | Goles     | Part.        | Goles        | Part.        | Goles        | Part.                      | Goles                      | Part. | Goles |
| ----------------- | ----------------- | --------- | --------- | ------------ | ------------ | ------------ | ------------ | -------------------------- | -------------------------- | ----- | ----- |
| Colombia sub-17   | 2013              | --        | --        | --           | --           | --           | --           | 4                          | 0                          | 4     | 0     |
| Colombia sub-17   | Total             | --        | --        | --           | --           | --           | --           | 6                          | 0                          | 6     | 0     |
| Colombia sub-20   | 2015              | --        | --        | --           | --           | --           | --           | 6                          | 0                          | 6     | 0     |
| Colombia sub-20   | Total             | --        | --        | --           | --           | --           | --           | 6                          | 0                          | 6     | 0     |
| Colombia mayores  | 2018              | 1         | 0         | -            | -            | -            | -            | -                          | -                          | 1     | 0     |
| Colombia mayores  | 2019              | 6         | 1         | -            | -            | -            | -            | -                          | -                          | 6     | 1     |
| Colombia mayores  | 2020              | -         | -         | -            | -            | -            | -            | 3                          | 0                          | 3     | 0     |
| Colombia mayores  | 2021              | -         | -         | 1            | 0            | -            | -            | -                          | -                          | 1     | 0     |
| Colombia mayores  | Total             | 7         | 1         | 1            | 0            | -            | -            | 3                          | 0                          | 11    | 1     |
| Total en Colombia | Total en Colombia | 7         | 1         | 1            | 0            | -            | -            | 13                         | 0                          | 21    | 1     |

### Tripletas
| 1 | 15 de junio de 2016  | Savon Sanomat Areena, Kuopio | KuPS Kuopio - HJK Helsinki |  | 1 - 4 | Copa de Finlandia          |
| 2 | 19 de agosto de 2018 | Rugby Park, Kilmarnock       | Kilmarnock - Rangers       |  | 1 - 3 | Copa de la Liga de Escocia |
| 3 | 18 de julio de 2019  | Ibrox Stadium, Glasgow       | St. Joseph's - Rangers     |  | 6 - 0 | Europa League              |

## Palmarés

### Títulos nacionales
| Título                | Club              | País      | Año  |
| --------------------- | ----------------- | --------- | ---- |
| Copa de Finlandia     | HJK Helsinki      | Finlandia | 2017 |
| Veikkausliiga         | HJK Helsinki      | Finlandia | 2017 |
| Scottish Premiership  | Rangers F. C.     | Escocia   | 2021 |
| Copa de Escocia       | Rangers F. C.     | Escocia   | 2022 |
| Copa Colombia         | Atlético Nacional | Colombia  | 2024 |
| Torneo Finalización   | Atlético Nacional | Colombia  | 2024 |
| Superliga de Colombia | Atlético Nacional | Colombia  | 2025 |

### Títulos internacionales
| Título              | Club            | País | Año  |
| ------------------- | --------------- | ---- | ---- |
| Juegos Bolivarianos | Colombia sub-18 | Perú | 2013 |

### Distinciones individuales
| Distinción                                             | Año                                             |
| ------------------------------------------------------ | ----------------------------------------------- |
| Mejor gol de la Scottish Premiership                   | 2019                                            |
| XI Ideal de la Scottish Premiership                    | 2019 2021                                       |
| Goleador de la Scottish Premiership (18 goles)         | 2019                                            |
| Jugador del año del Rangers                            | 2019                                            |
| Jugador del año del Rangers escogido por los jugadores | 2019                                            |
| Jugador del Mes de la Scottish Premiership             | 2019 (septiembre) 2021 (marzo) 2021 (diciembre) |